# 하이난검은볏긴팔원숭이
하이난검은볏긴팔원숭이 또는 하이난긴팔원숭이(학명, Nomascus hainanus)는 중국 하이난섬에서만 발견되는 긴팔원숭이의 일종이다. 이전에는 이 종을 베트남의 호아빈성과 까오방성 그리고 중국 광시 좡족 자치구의 징시현에서 발견되는 동부검은볏긴팔원숭이의 아종으로 간주했다.